# Louison Coiffet
Louison Coiffet, né le 6 décembre 1999 à Vienne, est un coureur de fond français spécialisé en skyrunning et en trail. Il est champion d'Europe de kilomètre vertical 2023.

## Biographie
Né à Vienne, Louison Coiffet découvre la course à pied dès son plus jeune âge en suivant son père sur les sentiers de Nouvelle-Calédonie où sa famille déménage pendant quelques années. À son retour en France, il se met à la pratique du judo qu'il finit par délaisser pour se mettre au trail.
Le 11 juillet 2021, il prend part aux championnats de France de kilomètre vertical à Val-d'Isère, il se classe cinquième et remporte la médaille d'argent en catégorie espoirs.
Le 6 août 2022, il prend le départ de la Tromsø Skyrace, manche de la Skyrunner World Series. Courant dans le groupe de tête, il se détache en tête à mi-parcours et creuse l'écart en tête pour s'offrir la victoire en 7 h 10 min 36 s, devançant de plus de vingt minutes ses poursuivants.
Le 23 juin 2023, il parvient à tenir tête à Germain Grangier sur les 90 km du Mont-Blanc. Profitant des descentes pour réduire l'écart sur son adversaire, il ne parvient toutefois pas à le doubler et termine deuxième avec une minute trente de retard. Le 14 juillet, il s'élance sur l'épreuve de kilomètre vertical lors des championnats d'Europe de skyrunning à Gusinje. Il domine l'épreuve et s'impose en 37 min 51 s, devançant de 34 secondes son compatriote Louis Dumas.

## Palmarès
| no  | masculin          | Course                                                   | Longueur | Départ            | Temps            |
| --- | ----------------- | -------------------------------------------------------- | -------- | ----------------- | ---------------- |
| 2e  | Médaille d'argent | Parcours Des Crêtes                                      | 57 km    | 22 août 2020      | 7 h 11 min 41 s  |
| 2e  | Médaille d'argent | Pierra Menta été                                         | 72 km    | 1-3 juillet 2022  | 8 h 55 min 35 s  |
| 1re | Médaille d'or     | Hamperokken SkyRace                                      | 57 km    | 6 août 2022       | 7 h 10 min 36 s  |
| 1re | Médaille d'or     | Trail Drôme                                              | 47 km    | 16 avril 2023     | 4 h 0 min 29 s   |
| 2e  | Médaille d'argent | 90 km du Mont-Blanc                                      | 92 km    | 23 juin 2023      | 10 h 37 min 44 s |
| 1re | Médaille d'or     | Championnats d'Europe de skyrunning - Kilomètre vertical | 3,9 km   | 14 juillet 2023   | 37 min 51 s      |
| 1re | Médaille d'or     | Grigne SkyMarathon                                       | 43 km    | 17 septembre 2023 | 4 h 54 min 15 s  |
| 1re | Médaille d'or     | Ultra-Trail di Corsica                                   | 107 km   | 4 juillet 2024    | 14 h 45 min 9 s  |
| 1re | Médaille d'or     | Trail de Bourbon                                         | 101 km   | 18 octobre 2024   | 12 h 27 min 28 s |

## Records
| Épreuve       | Performance     | Date              | Lieu       |
| ------------- | --------------- | ----------------- | ---------- |
| 10 kilomètres | 34 min 57 s     | 19 septembre 2017 | Venissieux |
| Semi-marathon | 1 h 20 min 55 s | 1er octobre 2017  | Lyon       |